# UFC Fight Night: Brunson vs. Till
UFC Fight Night: Brunson vs. Till（ユーエフシー・ファイトナイト：ブランソン・バーサス・ティル、別名UFC Fight Night 191、UFC on ESPN+ 49）は、アメリカ合衆国の総合格闘技団体「UFC」の大会の一つ。2021年9月4日、ネバダ州ラスベガスのUFC APEXで開催された。

## 大会概要
本大会はデレク・ブランソンとダレン・ティルのミドル級戦が組まれた。

## 試合結果

### プレリミナリーカード
第1試合 ミドル級 5分3R
○  マルク＝アンドレ・バリオー vs.  ダルチャ・ランギアムブーラ ×
3R終了 判定3-0（29-28、29-28、30-27）
第2試合 150ポンド契約 5分3R
○  ジュリアン・エローサ vs.  シャルル・ジョーデイン ×
3R 2:56 ブラボーチョーク
第3試合 バンタム級 5分3R
○  ジャック・ショア vs.  ルドビク・ショリニアン ×
3R終了 判定3-0（30-27、30-27、30-27）
第4試合 女子フライ級 5分3R
○  モリー・マッキャン vs.  キム・ジヨン ×
3R終了 判定3-0（29-28、29-28、29-28）

### メインカード
第5試合 ライト級 5分3R
○  パディ・ピンブレット vs.  ルイージ・ベンドラミニ ×
1R 4:25 TKO（右フック）
第6試合 ライトヘビー級 5分3R
○  カリル・ラウントリー・ジュニア vs.  モデスタス・ブカウスカス ×
2R 2:30 TKO（右関節蹴り）
第7試合 ウェルター級 5分3R
○  アレックス・モロノ vs.  ダビッド・ザワダ ×
3R終了 判定3-0（30-27、30-27、30-27）
第8試合 ヘビー級 5分3R
○  トム・アスピナル vs.  セルゲイ・スピバック ×
1R 2:30 TKO（右肘打ち→パウンド）
第9試合 ミドル級 5分5R
○  デレク・ブランソン vs.  ダレン・ティル ×
3R 2:13 リアネイキドチョーク

### 各賞
ファイト・オブ・ザ・ナイト：モリー・マッキャン vs. キム・ジヨン
パフォーマンス・オブ・ザ・ナイト：トム・アスピナル、パディ・ピンブレット
各選手にはボーナスとして5万ドルが授与された。

### カード変更
負傷などによるカードの変更は以下の通り。